# أحمد مدني
أحمد مدني (بالفارسية: احمد مدنی) هو سياسي إيراني، ولد في 11 فبراير 1928 في كرمان في إيران، وتوفي في 12 فبراير 2006 في دنفر في الولايات المتحدة. حزبياً، نشط في الجبهة الوطنية.